# Protoflammulina johnsi
Protoflammulina johnsi är en snäckart som beskrevs av Frank Climo 1971. Protoflammulina johnsi ingår i släktet Protoflammulina och familjen Charopidae. Inga underarter finns listade i Catalogue of Life.